# Spotlight Sadie

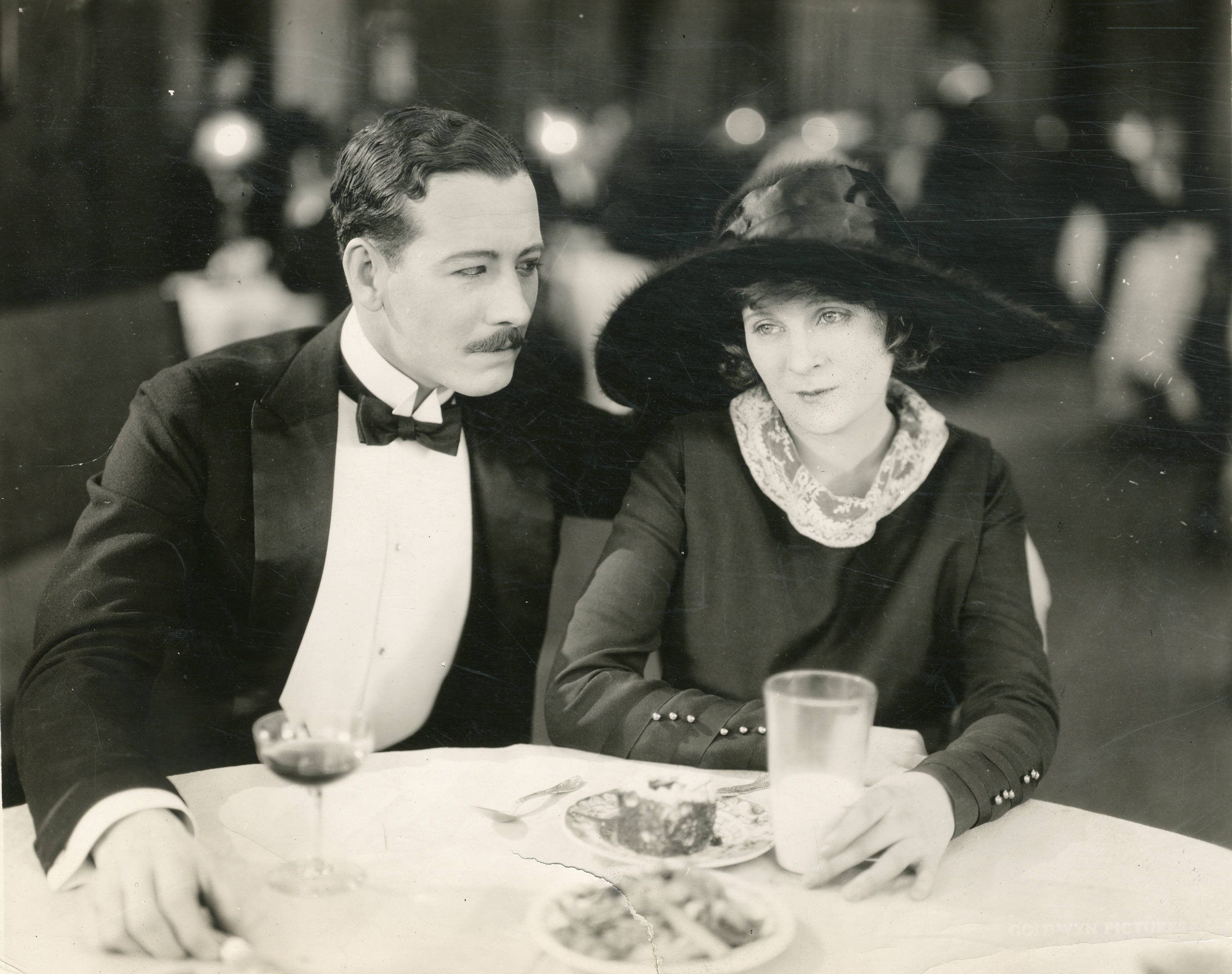
Mae Marsh i Philo McCullough en una escena de la pel·lícula

Spotlight Sadie és una pel·lícula muda de la Goldwyn Pictures dirigida per Laurence Trimble, i interpretada per Mae Marsh i Wallace MacDonald, entre d'altres. Va ser estrenada el 6 d'abril de 1919. La pel·lícula va tenir com a títol alternatiu The Saintly Show Girl. Es considera una pel·lícula perduda.

## Argument
Sadie Sullivan emigra d'Irlanda als Estats Units per anar a viure amb la seva germana casada que viu a Nova York. Allà els seus somnis es trenquen en trobar que ella viu en la pobresa casada amb un home desvagat. Es fa amiga del reverend John Page. Aconsegueix feina en una botiga tot i que només guanya cinc dòlars amb 10 cèntims. Un dia llegeix una història sobre una corista que s'ha casat amb un milionari i decideix intentar que la contracti una companyia, cosa que aconsegueix gràcies a la influència d'una altra corista, Hazel Harris.
La seva timidesa en canviar-se de vestit fa que les seves companyes l'anomenin “la santa”. Un dia, l'agent de premsa de la companyia, Jack Mills, la sorprèn llegint la Bíblia. Això inspira Jack d'escriure un reportatge sobre Sadie on l'anomena "The Saintly Show Girl". La idea és presentar un nou enfocament per a promocionar la companyia. La notícia crida l'atenció del milionari Dick Carrington, que decideix abandonar Dollie Delmar, la vedet de la companyia, per Sadie amb qui acaba comprometent-se en matrimoni. Això fa que Dollie, per venjar-se, vulgui embrutar la imatge de Sadie. Per això envia a Sadie una carta, suposadament de Hazel on li demana que es trobin en una taverna de carretera on sap que la policia hi farà una batuda. Després de la detenció, el Reverend Page explica la presència de Sadie allí de manera satisfactòria a la policia i Dick, i s'acaben casant.

## Repartiment
- Mae Marsh (Sadie Sullivan)
- Wallace MacDonald (Dick Carrington)
- Alec B. Francis (Reverend John Page)
- Mary Thurman (Hazel Harris)
- Betty Schade (Dollie Delmar)
- Walter Hiers (Jack Mills)
- Philo McCullough (Reggie Delmar)
- Wellington Playter (O'keefe)
- Lou Salter (Nancy O'keefe)
- Richard Carlyle
- Alice Davenport

## Equip tècnic
- Direcció: Laurence Trimble
- Guió: Lewis Allen Browne i Charles J. Wilson
- Fotografia: Edwin W. Willat
- Productor: Samuel Goldwyn